# 圣保禄的归化 (卡拉瓦乔-奥德斯卡奇)
《圣保禄的归化》 是意大利画家卡拉瓦乔的一幅画作，收藏在罗马的奥德斯卡奇收藏（Odescalchi Balbi Collection）中。卡拉瓦乔关于保罗归信这个主题，至少有两幅画作，另一幅是同名作品《圣保禄的归化 (卡拉瓦乔)》，位于人民圣母圣殿的切拉西小堂。

## 背景

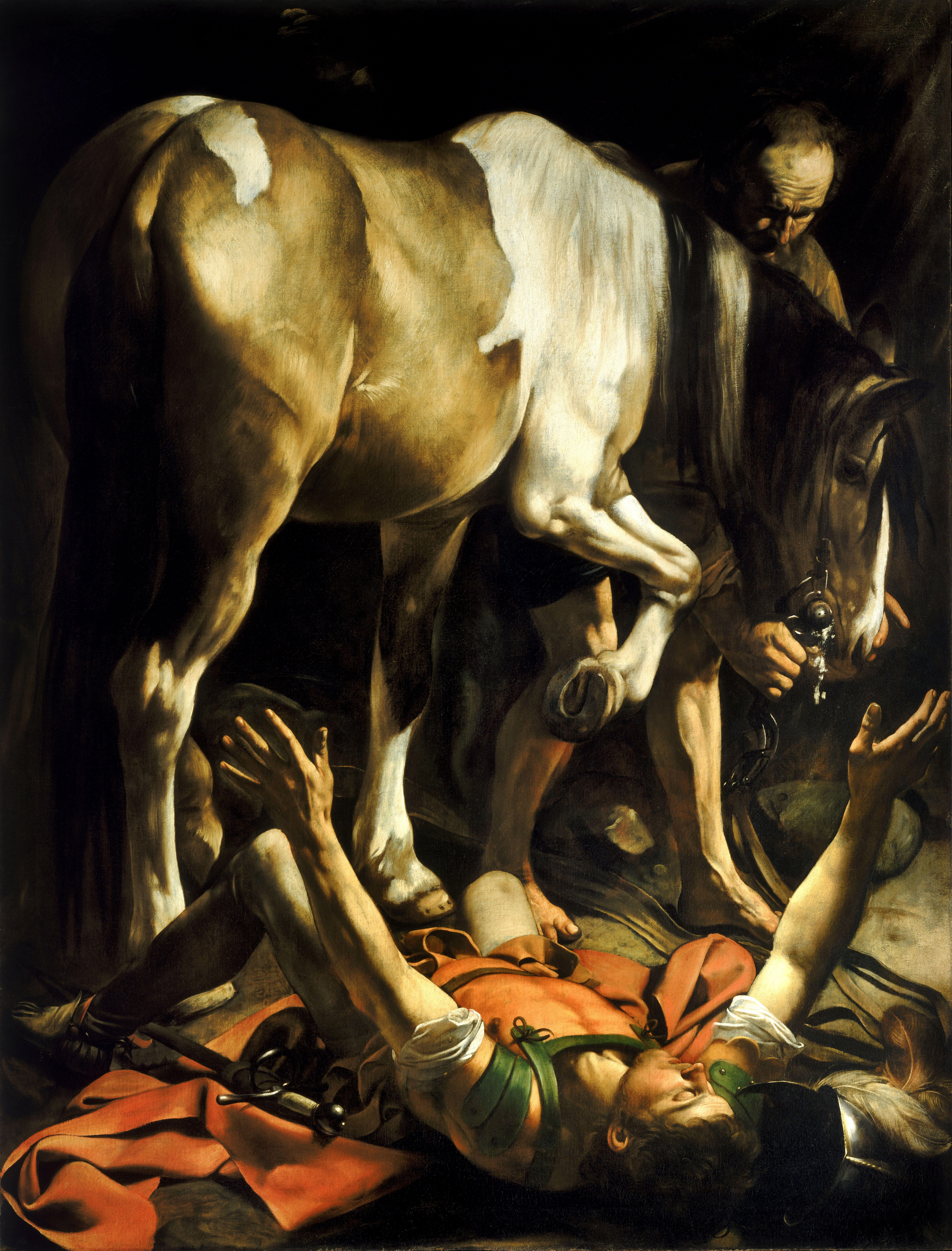
人民圣母圣殿切拉西小堂的第二个版本

1600年9月，教宗克勉八世的财政大臣提比里奥·切拉西蒙席委托卡拉瓦乔，为人民圣母圣殿的切拉西小堂绘制两幅画作，包括这幅画和《伯多禄被倒钉十字架上》。根据卡拉瓦乔的传记作者乔瓦尼·巴格里昂的说法，两幅画作都被切拉西否决，今天挂在小堂里的是卡拉瓦乔绘制的第二个版本，即《圣保禄的归化 (卡拉瓦乔)》。